# Fort Tancremont

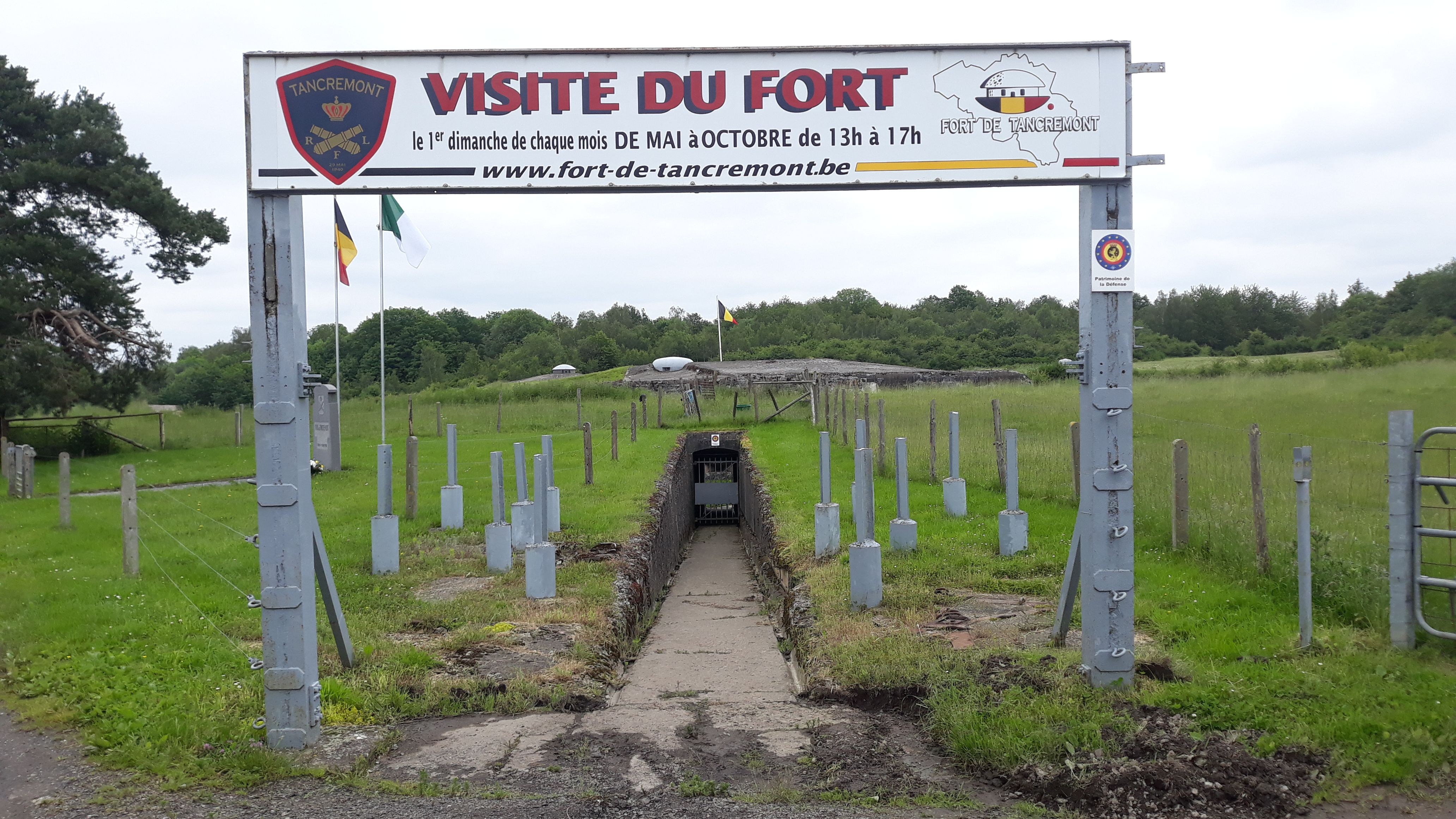
Eingang zum Fort Tancremont

Das Fort Tancremont, französisch Fort de Tancrémont, war das kleinste der Forts des erweiterten Festungsringes Lüttich. Die Anlage hat den Grundriss eines unregelmäßigen Vierecks und wurde gleichzeitig mit dem belgischen Fort Eben-Emael erbaut. Im Zweiten Weltkrieg wurde die Festung wegen des bei Eben-Emael erfolgreich verlaufenden Angriffes nicht mehr weiter behelligt und konnte sich daher bis zum 29. Mai 1940 gegen den deutschen Aggressor halten. Das Fort befindet sich heute an der Straße von Banneux nach Verviers und ist wie das dazugehörende Museum zu besichtigen.